# Standseilbahn Territet–Glion
| |                                             |                                            |                                      |
| Fahrplanfeld: | 2054                                        |                                            |                                      |
| Streckenlänge: | 0,64 km                                     |                                            |                                      |
| Spurweite: | 1000 mm (Meterspur)                         |                                            |                                      |
| Maximale Neigung: | 570 ‰                                       |                                            |                                      |
| Zahnstangensystem: | bis 1974: Bremszahnstange System Riggenbach |                                            |                                      |
| |                                             |                                            |                                      |
| Territet–Glion |                                             |                                            |                                      |
| \| \| \| Territet (lac) Schifflände Genfersee (CGN) \| \| \| \| \| Territet Simplonlinie \| \| \| \| \| Territet (funi) \| 393 m ü. M. \| \| \| \| Avenue de Chantemerle \| \| \| \| \| Collonge (funi) (ab 2009) \| 461 m ü. M. \| \| \| \| Avenue de Collonge \| \| \| \| \| Route de Glion \| \| \| \| \| Ausweichstelle \| \| \| \| \| Koordinaten: 46° 25′ 45,9″ N, 6° 55′ 25″ O; CH1903: 560411 / 142138 Rochers-de-Naye–Bahn \| \| \| \| \| Ausweichstelle \| \| \| \| \| \| \| \| \| \| Route de Glion \| \| \| \| \| \| \| \| \| \| Glion (funi) \| 686 m ü. M. \| \| \| \| Glion Montreux–Glion–Rochers-de-Naye \| \| \| \| \| Rochers de Naye \| 2042 m ü. M. \| |                                             |                                            |                                      |
| |                                             | Territet (lac) Schifflände Genfersee (CGN) |                                      |
| Haltepunkt / Haltestelle quer |                                             | Territet Simplonlinie                      | Territet Simplonlinie                |
| Kopfbahnhof Streckenanfang |                                             | Territet (funi)                            | 393 m ü. M.                          |
| |                                             | Avenue de Chantemerle                      |                                      |
| Haltepunkt / Haltestelle |                                             | Collonge (funi) (ab 2009)                  | 461 m ü. M.                          |
| |                                             | Avenue de Collonge                         |                                      |
| |                                             | Route de Glion                             |                                      |
| |                                             | Ausweichstelle                             |                                      |
| Strecke quer (im Tunnel) · Kreuzung mit Tunnelstrecke · Strecke quer (im Tunnel) |                                             | Rochers-de-Naye–Bahn                       | Rochers-de-Naye–Bahn                 |
| |                                             | Ausweichstelle                             |                                      |
| Strecke |                                             |                                            |                                      |
| |                                             | Route de Glion                             |                                      |
| Strecke |                                             |                                            |                                      |
| Kopfbahnhof Streckenende |                                             | Glion (funi)                               | 686 m ü. M.                          |
| Haltepunkt / Haltestelle quer |                                             | Glion Montreux–Glion–Rochers-de-Naye       | Glion Montreux–Glion–Rochers-de-Naye |
| |                                             | Rochers de Naye                            | 2042 m ü. M.                         |

Die Standseilbahn Territet–Glion, französisch Chemin de fer funiculaire Territet–Glion, abgekürzt TG, ist eine Standseilbahn am Genfersee im Kanton Waadt. Sie verbindet die Orte Territet und Glion, die beide zur Gemeinde Montreux gehören. Die Bahn wird durch die Transports Montreux–Vevey–Riviera (MVR) betrieben und durch die Montreux-Berner Oberland-Bahn (MOB) unter ihrem Markennamen Goldenpass im Tourismusgeschäft beworben.

## Geschichte
Die am 20. August 1883 eröffnete Standseilbahn Territet–Glion war nach der Giessbachbahn die zweite Wasserballastbahn in der Schweiz. Anders als die Giessbachbahn entschied sich Niklaus Riggenbach für eine Gleisanlage mit zwei getrennten Gleisen.

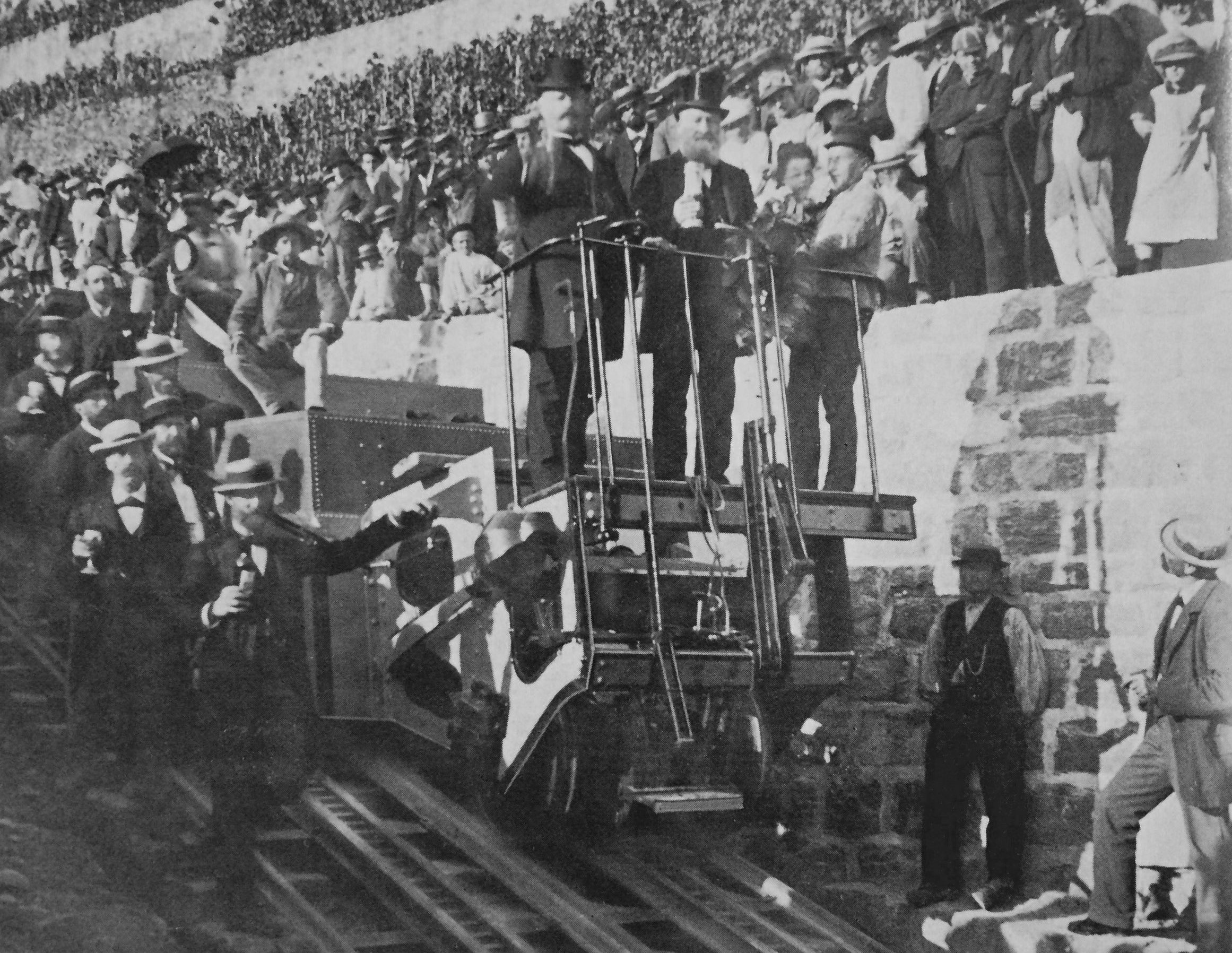
Ankunft der Probefahrt in der Talstation. Riggenbach steht auf der Plattform des Wagens.

Die Bahn war bei Eröffnung nach der Funicolare vesuviana auf den Vesuv die zweitsteilste Standseilbahn der Welt. Kurz vor Inbetriebnahme demonstrierte Riggenbach die Wirksamkeit der Bremse der Wagen. Er nahm in der Bergstation in einem der Wagen Platz und liess das Zugseil durchschneiden. Er fuhr die ganze Strecke bis in die Talstation und regulierte die Geschwindigkeit einzig durch das Betätigen der Spindelbremse.

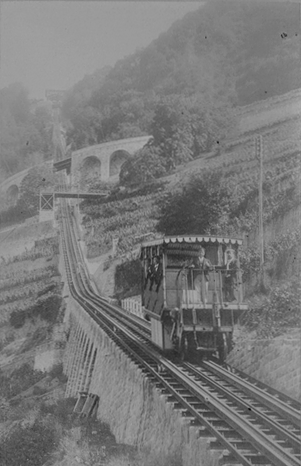
Bild von 1884. Hinter dem Wagen ist der Gefällsbruch zu sehen.

Das Profil der Anlage von 1883 war ungünstig, weil es einen starken Gefällsbruch im unteren Bereich aufwies, damit die Talstation möglichst nahe am Bahnhof Territet an der Simplonstrecke zu liegen kam. Die untersten 91 m wiesen eine Neigung von 300 ‰ auf, die obersten 345 m eine solche von 570 ‰. Dies hatte zur Folge, dass sich das Zugseil vom Gleis abhob, wenn sich ein Wagen der Talstation näherte. Weiter musste der talwärts fahrende Wagen übermässig viel Wasser mitnehmen, um den bergwärts fahrenden Wagen auch noch ziehen zu können. Um das Abheben des Seils zu verhindern, wurden unterhalb der Ausweichstelle Niederhalterrollen angebracht, die vom talwärtsfahrenden Wagen automatisch nach der Durchfahrt des Wagens ein- und bei der Bergfahrt wieder ausgeschwenkt wurden.
Trotzdem bewährte sich der Knick im Profil nicht, denn die Wagen mussten den untersten Teil der Strecke mit viel Schwung befahren, was aber manchmal die Fangbremse auslöste. Das Profil der Strecke wurde deshalb vom November 1890 bis April 1891 korrigiert, sodass es einer Parabel entsprach, keinen Gefällsbruch mehr aufwies und auf die Niederhalterollen verzichtet werden konnte. Gleichzeitig wurde die Strecke um 42 m gekürzt, weshalb der Weg in der Talstation zum Einstiegsort in die Wagen ungewöhnlich lang ist. 1893 kamen neue, grössere Wagen zur Bahn, die 50 statt 30 Fahrgäste fassten.
Im Jahre 1892 nahm die Zahnradbahn Glion–Rochers-de-Naye den Betrieb auf, die Talstation der Zahnradbahn lag bei der Bergstation der Seilbahn, sodass diese als Zubringer der Zahnradbahn diente. 1909 wurde die Zahnradbahn bis Montreux verlängert. Seitdem ist die Seilbahn nicht mehr der einzige Zubringer der Zahnradbahn.
Am 28. September 1974 verkehrte die Wassergewichts-Seilbahn zum letzten Mal. Danach wurde die Anlage auf elektrischen Betrieb umgestellt, womit in der Schweiz nur noch die Standseilbahn Cossonay und die Standseilbahn Neuveville–Saint-Pierre in Freiburg als Wasserballastbahnen vorhanden waren – Cossonay wurde 1982 umgestellt, die Seilbahn in Freiburg fährt heute noch mit Wasserballast und soll in dieser Form als nationales Kulturgut erhalten bleiben. Ein Wagen der alten Bahn Territet–Glion ist in der Talstation erhalten geblieben.

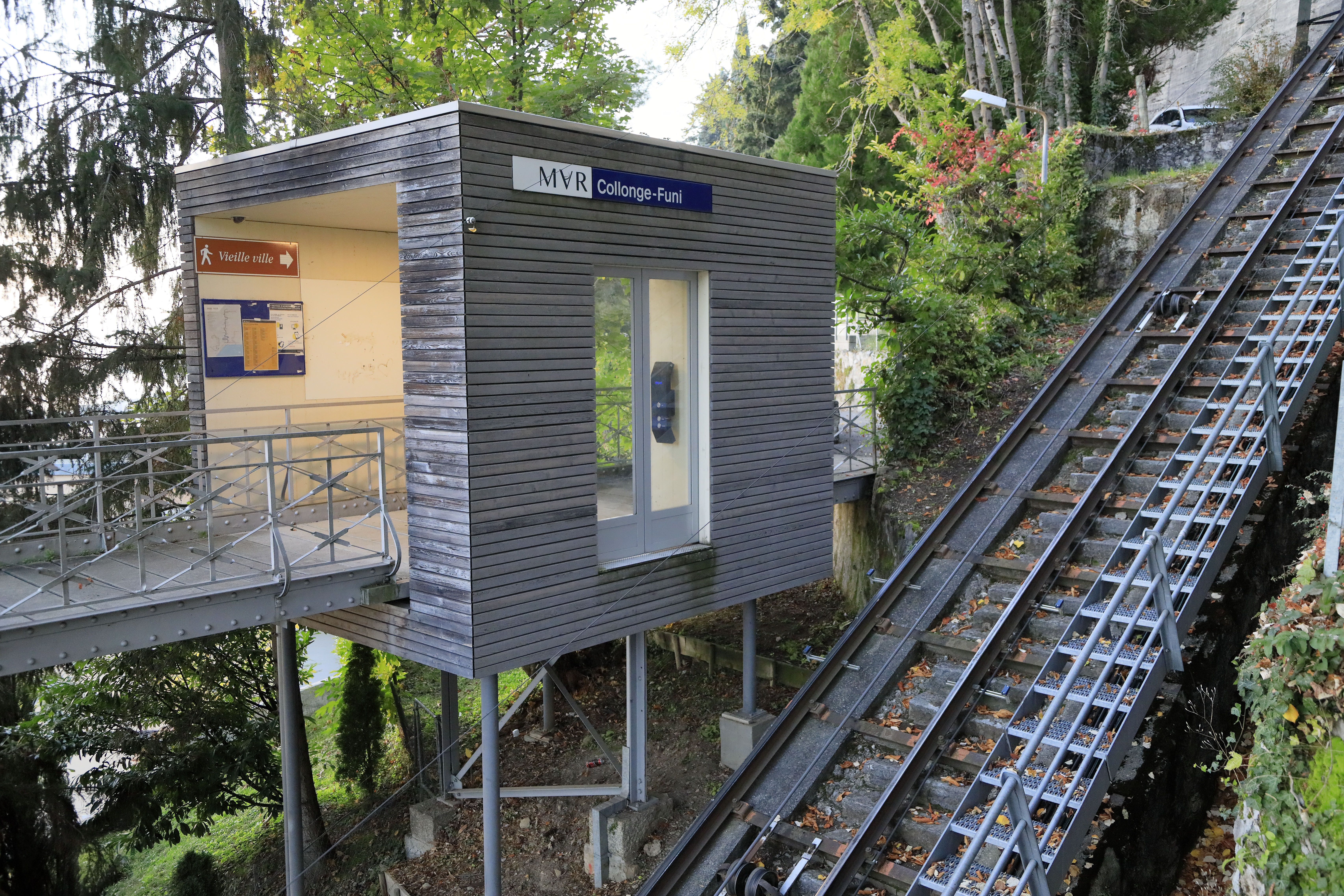
2009 eröffnete Zwischenhaltestelle

Im Jahre 2009 wurde eine weitere Sanierung durchgeführt, wobei die Zwischenhaltestelle Collonge-Funi eingerichtet wurde. Diese entstand unter Nutzung einer schon vorhandenen Brücke im Zug des «Sentier des Roses», sie wird nur bei Bedarf bedient. Die Wagen erhielten Notausstiege und einen neuen Anstrich in den Farben der Goldenpass-Gruppe.

## Technik

### Anlage von 1883

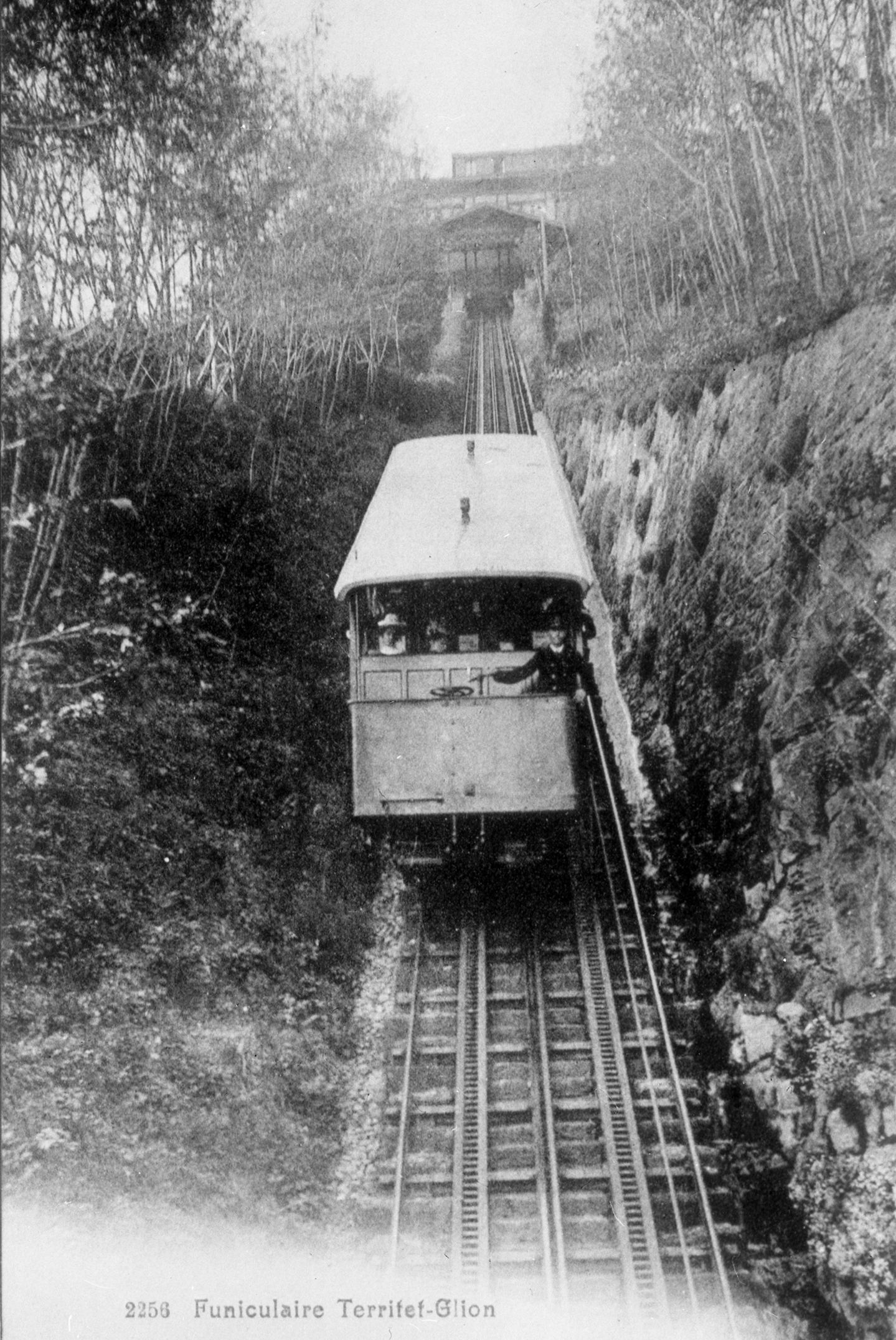
Die Seilbahn um 1900.

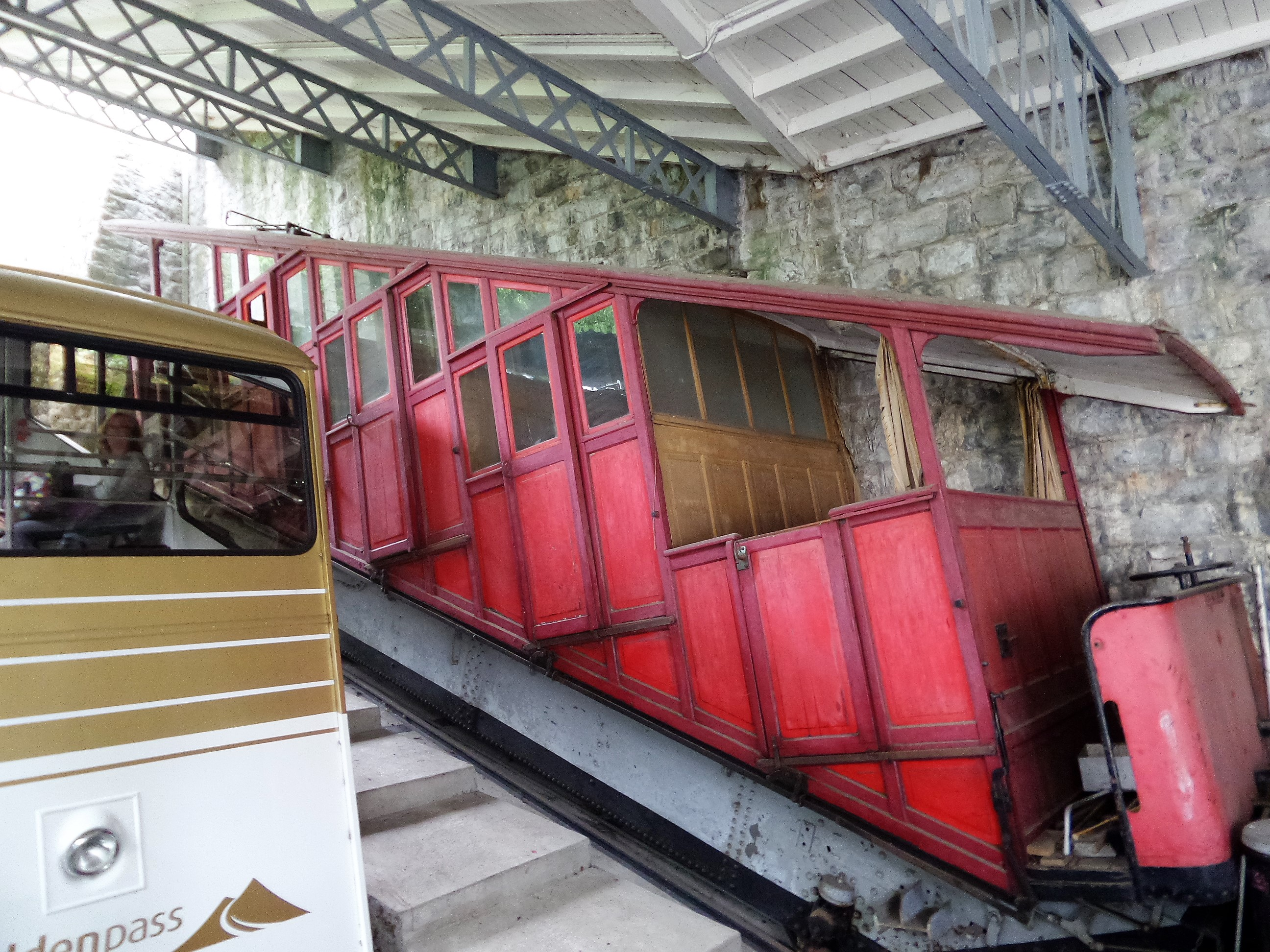
Alter und neuer Wagen in der Talstation. Der alte Wagen ist nicht mehr in Betrieb.

Die Strecke verläuft geradlinig. Jeder Wagen verkehrt auf seinem eigenen Gleis, das einen Gleismittenabstand von 1138 mm zum Nachbargleis hatte, sodass die beiden inneren Schienen einschließlich der Schienenköpfe nur 138 mm auseinander lagen. Die Gleise wurden in der Mitte der Strecke zu einer Ausweiche aufgeweitet, damit die Wagen kreuzen konnten. Diese Anordnung kostete zwar mehr als diejenige der Giessbachbahn, wo eine Abtsche Weiche verwendet wurde, sie wurde aber als sicherer empfunden, weil das Zugseil die Schienen nicht kreuzte und die komplizierte Weichenkonstruktion entfiel.
Der Antrieb der Bahn erfolgte mit Wasserballast. Das Wasser, das in den Tank des Wagens in der Bergstation eingefüllt wurde, machte diesen schwerer als der Wagen in der Talstation, so dass die Seilbahn in Bewegung kam. Die Geschwindigkeit musste durch das Betätigen der Bremse des Wagens auf der Talfahrt reguliert werden, da die Bahn während der Fahrt tendenziell schneller wurde, weil das Gewicht des länger werdenden Seils auf der Seite des talwärts fahrenden Wagens für zusätzlichen Antrieb sorgte. Für die Betriebs- und Notbremse kamen Bremsen zum Einsatz, die auf Zahnräder wirkten, die mit einer Riggenbach-Zahnstange im Eingriff standen. Bei den zweiachsigen Wagen war bergseitig das Zahnrad für die Seilbruchbremse angebracht, auf das auch eine Spindelbremse auf den Plattformen auf der Bergseite der Wagens wirkte. Die Spindelbremse auf der Talseite der Wagen wirkte über eine Bremswelle auf das Zahnrad auf der Talseite. Sie diente auch als Betriebsbremse und wurde vom talwärts fahrenden Wagenführer bedient.
Im Gegensatz zu den meisten Standseilbahnen, welche den beiden Wagen die Nummern 1 und 2 vergaben, verwendete die Seilbahn Territet–Glion die Bezeichnungen E für Est ‚Osten‘ und O für Ouest ‚Westen‘.

### Anlage von 1975

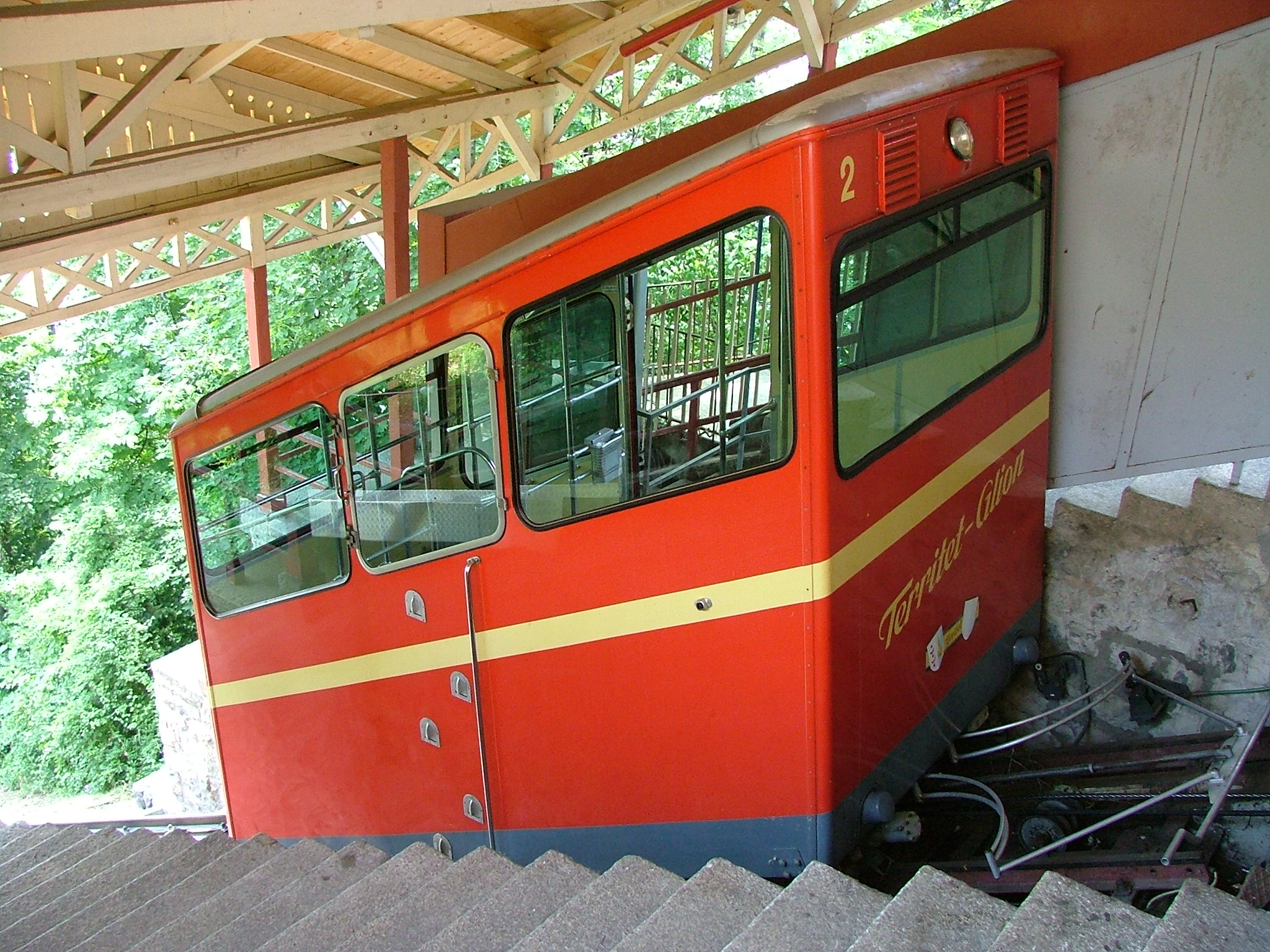
Wagen der 1975 umgebauten Bahn im roten Anstrich (Juni 2006)

Nach der Renovation nahm die Seilbahn im Juni 1975 den Betrieb wieder auf. Das System wurde auf elektrischen Antrieb umgestellt. Gleichzeitig wurde die Gleisanlage umgebaut, so dass es nur noch ein gemeinsames Gleis für beide Wagen gibt, das in der Mitte der Strecke eine Abtsche Weiche hat, damit sich die Wagen kreuzen können. Die Wagen erhielten Tastbalken zur Erkennung von Hindernissen auf der Fahrbahn.

#### Technische Daten
| Takt              | 10–20 min.                                      |
| Betriebsarten     | Automatisch                                     |
| Spurweite         | 1000 mm                                         |
| Radsatz           | Asymmetrisch mit Doppelflanschrad und Walzenrad |
| Länge             | 640 m                                           |
| Höhendifferenz    | 301 m                                           |
| Mittlere Steigung | 54 %                                            |
| Weiche            | Abtsche Weiche                                  |
| Fahrzeit          | 4 min                                           |